# ガン×ソード
『ガン×ソード』 (GUN×SWORD) は、2005年7月4日から同年12月26日までテレビ東京で放送された日本のロボットアニメ作品。全26話。キャッチコピーは「痛快娯楽復讐劇」。

## 概要
最愛の女性を殺された男ヴァンと、兄を誘拐された少女ウェンディの旅を描いている。
テレビ東京での放送期間中、2005年8月からCS放送のAT-Xでも数回放送。全話放送終了後の2006年10月3日からは系列局のテレビ愛知でも放送され、2007年1月14日からは無料動画配信サービスのGyaOでも配信。2007年12月からは台湾と韓国のアニマックスでも放送された。関西地区では未放送である。
秋田書店発行の漫画誌『週刊少年チャンピオン』で、本作の漫画版（脚本 - 兵頭一歩 / 作画 - ひのき一志）が短期集中連載された（全8話、全1巻）。アニメと漫画とでは設定（特にヴァンの性格、ヨロイ関連など）や物語の展開がまったく異なる。幻冬舎コミックスからも完全描き下ろし単行本として漫画『ガンソード -another-』（作画 - 守屋直樹 / 協力 - 谷口悟朗、倉田英之、木村貴宏、まさひろ山根）が発売されている。こちらはタイトル通りアニメのアナザーストーリーであり、設定もほぼ同じである。内容はヴァン、ウェンディ、カルメン99、カイジ、プリシラの外伝的な物語。
アニメ版と漫画版で設定と内容が違うのは、実は予め決められていたことであり、アニメ版に至っては放送するまでロボットアニメであることを完全に隠していた。

## ストーリー
宇宙の吹き溜まりの惑星、「エンドレス・イリュージョン」は、荒野に夢が、街に暴力が溢れる星である。この惑星にいる流浪の男・ヴァンと、少女・ウェンディは、カギ爪の男を追って旅に出る。1人は「絶望」を、1人は「希望」を見つめながら。

## 登場人物

### 主要人物

#### ヴァン一行
主人公・ヴァンおよび彼が旅するうちに縁を持ち、行動を共にすることになった者たち。ヴァンは本当は独りでカギ爪の男（以下、カギ爪と表記）を追いたいのだが、物語初期を除いて同行を明確に拒絶していないため、いつしかグループの様に集団行動するようになった。彼らは固い結束や信念で結ばれたわけではなく、カギ爪を追う理由も各人さまざまだが、ヴァンの持つ気質や不思議な魅力に引き寄せられたという点では一致している。別名 "ヴァンと愉快な仲間たち"。
ヴァン
声 - 星野貴紀
本作の主人公。数々の通り名をもつ流浪の男。カギ爪の男の集団を主とした一部の者からは "欠員（欠番）メンバー" とも呼ばれている。最愛の女性・エレナとの結婚式の当日、教会に現れて目の前でエレナを殺した「カギ爪の男」への復讐を誓って旅をしている。だが、普段はそんな決意を見せることはなく、長身痩躯で猫背、いつも眠たそうにボーッとしただらしのない風貌をしているうえ、無愛想でデリカシーがない。しかしエレナの仇であるカギ爪に関しては冷静さを失い易い。また、助けを求められても無下に拒むような薄情な部分もあるが、実際は不器用ながら他人を気遣う優しさや、己が矜持から悪党に怒りを見せる熱さも持ち合わせている。故に復讐鬼に徹するレイには「お前の復讐は随分と優しい」と評されている。見た目の若さに反して行動には若々しさがみられないが、生身の戦闘時には超人的な身体能力を発揮する。本人曰く、童貞。
テンガロンハットに黒いタキシード（元々はエレナとの結婚式の際に着用した結婚衣装で、カギ爪に切り裂かれた部分を改造して現在のデザインとなっている。）を身につけた姿は西部劇のガンマンを髣髴とさせる。腰に携えた武器は、実は蛮刀（蛇腹剣のマチェテ）。刀身は布のようにしなやかで伸縮自在だが、鋼よりも硬く、鋭くすることも可能。
ヨロイ「ダン・オブ・サーズデイ」を呼ぶ際には、テンガロンハットの片側にある輪に指を通して反対側に回し、刀で虚空をVの字に斬る。
エレナとの結婚式の当日、カギ爪の男によって瀕死の重傷を負い、「ヴァンを救いたい」というエレナの願いを受けたガドヴェドによってヨロイを操縦するための改造手術を受け、命を救われた。
物語終盤、「幸せの時」のために宇宙に飛び立ったミハエルにサテライトベースを破壊され、ダンの補給及び生命維持が出来なくなる。しかしディアブロのベースを利用することで回復し、宇宙でミハエルと死闘を繰り広げた後にG-ER流体に呑まれるも、無事に帰還。ミハエルを下し、カギ爪との最終決戦を迎える。一度は窮地に追い込まれるも、元来の電気体質と改造手術による力の融合によってオーバーフローを起こし、仲間達の支援もあって勝利。カギ爪を殺して復讐を果たす。その後、ジョシュアと後から追ってきたウェンディとカルメンにのみ別れを告げ、ダンと共にどこかへと去って行った。数年後、ヴァンと思わしき黒ずくめの男の死体が発見されるが別人であり、ヴァン本人が食べ物を求めて偶然ウェンディの家を訪ねてくるシーンで物語は幕を閉じる。
生みの親も知れない天涯孤独の身であり、子供の頃から飢えた獣のように扱われて生きてきた。その生い立ち故か、数々の奇行をあちこちで繰り広げている。例を挙げると極端に甘い、あるいは辛いものでないと満足できない味覚の嗜好をもつ。ありったけの調味料を要求して大量にふり掛け、感歎の声を上げつつ食べる。また下戸であり、ミルクを好んで飲む。また、言葉づかいも粗暴だが、非を詫びる時は誰に対しても「すみません」と言うなど、ときどき変なタイミングで敬語を混ぜて使う。
前述の通り、さまざまな通り名を持っている。「地獄の泣き虫ヴァン」「悪魔の毒々タキシードヴァン」「掃き溜めのプリティヴァン」など珍妙な通り名で覚えられていることが多いが、基本的に本人（第10話ではジョシュア）はこれまでの話で呼ばれた最も新しい通り名を名乗る。最終的に自称は第一話で決めた「夜明けのヴァン」で定着した。
エレナ以外の女性に興味がないため、一部の例外を除いて女性の名前をなかなか覚えない。実は亀が苦手である
寝るとき、入浴している際も帽子と手袋は身に着けたままである。戦闘で落とす（第5話、最終話）など、帽子が脱げてしまった際は、即座に拾って被りなおしていた。その際のヴァンの顔はフレームアウトしており、劇中において帽子を脱いだヴァンの素顔は一度も描写されていない。
『アニメージュ』の企画「第28回アニメグランプリ」では「男性キャラクター部門」で第37位にランクインした。
ウェンディ・ギャレット
声 - 桑島法子
本作のヒロイン。ヴァンと共に旅をする少女。13歳。誘拐された兄ミハエルを探すため、「カギ爪」を追っている。両親の死後、叔父に引き取られるが、その叔父の死んだ後はずっと兄と二人で生活していたため、兄妹の絆は深い。年の割にしっかり者だが、パートナーのヴァンがだらしなく社会性が無いため、気苦労が絶えない。故に普段はヴァンの奇行に振り回されることが多いが信頼と好意も抱いており、後年にはヴァンのことを「自分にとってのヒーロー」と回顧している。ミハエルが大切にしていた銃をお守りのように常に背負っているが、この銃に弾は一発しか込められていない。ブリッジシティ以降、着替えを収納したトランクを引いて旅をしているため、エピソードによって服装が変わる。また、それを荷車変わりにしてヴァンを引き摺って運ぶこともある。ヴァンには第4話まで名前を覚えられず、彼がプリシラの名前をすぐに覚えた時はカルメンと共に怒っていた。女性陣では唯一泳げるが、そのせいでミズーギィの体力テストに参加させられる羽目になってしまった。
町を襲撃した盗賊団に兄を攫われ、自身も殺されかけた所をヴァンに救われる。しかしヴァンがそれ以上関わることを避けようとしたため、ヤケ気味に「（町を救ったら）お嫁さんになってあげる」と申し出、ヴァンを驚愕させた。その場はヴァンに諭されたものの、結果的にヴァンは盗賊団を倒すことを決意し、彼の活躍で町を救われる。その後はヴァンが追うカギ爪がミハエルを連れていることを知り、その旅に半ば強引に同行する。
後にカギ爪の同志となったミハエルに再会して絶望。一時はヴァンにも諭されたことで故郷に帰ろうとするが、その後の事件を経てそれらを乗り越え、「何が正しくて何が悪いのか」を自らの目で確かめるためにヴァンと共に旅を続ける。「兄の大切なもの」だった背中の銃は再会時にミハエル自身によってゴミ箱に捨てられたため、以後は「自分の物」として捉え、「兄の思惑と関係なく自分の考えで前へ進む」というウェンディの意志を表すシンボルとなった。その銃に込められたたった一発の弾丸はミハエルを止めるために発砲され、彼の腕を撃ち抜いた。最終的にミハエルとは完全に道を違えつつも「お前はお前の道を進め」と告げられて和解し、去り行く彼の背中に別れを告げた。戦いの後はどこかへ去ったヴァンとの再会を夢見つつ平穏に暮らしていたが、数年後にヴァンについての取材を受けている最中、彼と思い掛けない再会を果たす。
『アニメージュ』の企画「第28回アニメグランプリ」では「女性キャラクター部門」で第65位にランクインした。
カメオ
声 - 桑島法子（本編） / 八奈見乗児（ガン×ソードさん）
ウェンディのペットの亀。元はミハエルが街の近くの池で拾ってペットにしていたが、ある出来事によりウェンディに託された。普段は甲羅に糸を通して、ウェンディの首にぶら下げられている。その姿はまるでカメオのようである。第1話でウェンディが盗賊に撃たれた際に銃弾が甲羅に当たり、ウェンディの命を救うと同時にその甲羅には弾痕が刻まれた。物語の最後までウェンディと行動を共にし、資金稼ぎに参加したカメレースで優勝したり、ミズーギィの体力テストでウェンディを勝利に導いたりと要所で活躍を見せ、最終回では錯乱してウェンディの首を締めたミハエルに噛み付いて正気に戻している。現実世界の亀とは違う動物（エンドレス・イリュージョンの固有種の甲殻派虫類）で、「クー」「キュー」と鳴き、特定の人物になつくなど、ある程度の知能がある。最終話のラストでは、4足歩行時は甲羅の高さがテーブル近くまで、2足で立ち上がった時はウェンディよりも大きく、ヴァンの顔くらい（もっとも猫背の時のではあるが）の高さまで成長していたが、ウェンディによると最近いきなり大きくなったらしく、一定の年齢に達すると急激に成長する生体である模様。
カルメン99（カルメンきゅうじゅうきゅう）
声 - 井上喜久子
本名はカルール・メンドゥーサ。23歳。ヴァンとウェンディの前に現れる謎の女情報屋。「タンダー」と呼ばれるホバースクーターを使用し、多々な情報収集を行っている。戦闘時には4枚の刃が出るヨーヨー状の武器で応戦する。金に強い執着をもち、金目と思われるものは持ち帰り、それらの鑑定や解析を依頼する際にも依頼料を強引に値切っている。通り名の末尾の "99" については、99cmのバストをもち、99の謎をもつ等のいわれがあるらしい。ちなみに、第一の秘密は好きな人の名前である。この名前の由来はピンク・レディーのヒット曲『カルメン'77』から。実は泳げない。
情報屋を志す以前に一時ダイナーでウェイトレスをしていた経験から、コーヒーを淹れるのは巧いらしい。本名に対して少々のコンプレックスを感じていて、つい「カルールさん」と呼んでしまうウェンディにその都度「カルメン99」と釘を刺している。ヴァンに好意を抱いていると思われる描写があるが、想いを表現することはほとんどない。そのため、いい意味でも悪い意味でも惚れた男に対して素直なファサリナを「可愛い」と表現し、羨望が混じった敵意を抱いている。当初は行く先々でヴァン達と遭遇していたが、ある意味ハエッタの人生を狂わせたファサリナと因縁を持ったことから、借りを返すためにもヴァン達の旅に同行することになる。ホバーベース入手後は一行のまとめ役となる。ヴァンとはそれなりに付き合いが長いにもかかわらず一向に名前を覚えられなかったが、戦いの後の別れのシーンで初めて名前を呼ばれる。同時にヴァンが好きだったことを告白して去って行った。
なお、第9話のエンディングは彼女に合わせた特別版となっている。
レイ・ラングレン
声 - 櫻井孝宏
武士のような身なりで、腰に刀の形をした銃を携える精悍な顔つきの青年。
彼もヴァン同様、妻・シノを殺した「カギ爪」を追う復讐者であり、本作のもう一人の主人公とも呼べる存在。無愛想ながらも情のあるヴァンと違って復讐のためなら手段を選ばず、物であれ、人であれ、その障害になるすべてのものを無表情で排除する冷酷な面を持つが、実の弟であるジョシュアを気遣う一面も見せる。ジョシュアによれば昔はもの静かで優しい性格であったとのことで、復讐のために過去の自分を捨てて修羅となった経緯が窺い知れる。本人曰く「もう全ての楽しみが味わえない」らしく、飲み物は水しか飲まない。一方で、シノに似た女性が働く飲食店に通い詰めていたこともある。妻が設計を担当した、その形見というべきヨロイ「ヴォルケイン」に搭乗し、その特性を活かして普段は地中を移動する。生身、ヨロイ共にヴァンに匹敵する実力の持ち主。復讐を果たした暁にはヴォルケインを静かな海に沈めるつもりであるという。
単独でカギ爪を追っており、カギ爪に関する情報では一歩先を行くヴァン達の足取りを利用し追跡している。当初は同じ仇をもつヴァンとは敵対関係にあり、どちらが先にカギ爪を殺すかを巡って何度も刀と銃を交えているが、共通の敵と戦う際に一時手を組むこともある。カロッサを倒した際、彼の最後の攻撃で負傷し、視力を大きく落としてしまう。その後、ジョシュアの説得で彼等を「利用する」形で協力関係を結ぶ。最後はヴォルケインを失いながらカギ爪の元に辿り着いたものの、ジョシュアによる心情の変化や自身の視力の低下もあってカギ爪を殺すには至らず、無人機に射殺されてしまう。しかし最後に撃った弾丸がバースデイの機械に挟まり、カギ爪を倒す時間を稼ぐこととなった。
なお、第24話のエンディングは彼に合わせた特別版となっている。
ジョシュア・ラングレン
声 - 野田順子
レイの弟で、唯一の肉親。兄を追って旅をするうちにヴァン達と出会う。ヴァン達についていけば兄に会えると考え、行動を共にするようになる。かなり鈍感で世間知らずで非常にマイペース且つ空気も読めない性格であり、ウェンディを探して女子トイレに入ったり、シャワーを浴びているプリシラにカーテンを開けて話しかけたりしていた。本人に自覚は無いが、その性格が災いして他に友達はいない。「兄を追う」という共通の境遇からウェンディとは仲が良いが、復讐を否定するためにヴァンには煙たがられており、負傷で一時期入院した際には「このまま置いて行こう」とまで言われている。
レイの妻・シノが手掛けていたヨロイ「ヴォルケイン」の開発に兄と共に携わっており、ヨロイに関する知識が豊富である。また掃除が得意なため、ウェンディから「ピカピカジョッシュ」の異名を付けられるが即座に拒否している。第10話でサルベージ組合の手伝いをした時に掃除をさせられていたが、起爆装置が必要な段になると「（それを作るのは）掃除よりずっと簡単」と言って張り切っていた。ホバーベース入手後は操舵手として活躍する。一行の中では唯一宇宙に関しての知識があり、ダンの修復のために宇宙に飛ぶ局面では、他の面々が宇宙を建物や町の名前と勘違いしていることに慌てていた。
レイとヴァンの復讐に対し、道徳的、論理的な理由から否定的であり、レイの復讐を止めることを目的とする。
終盤、レイを説得してヴァン達との協力態勢を築くに至り、同時にレイの心情にも変化を与え、さらに自身もレイの復讐を肯定し協力する。レイがカギ爪を討ち果たせず落命したあと「兄の想いを無にしたくない」と激昂しカギ爪の計画を阻止するために奮闘し、バースデイのシステムにハッキングして「幸せの時」を破綻に追い込んだ。全てが終わった後はムーニェルのサルベージ組合の協力を得て島と共に沈んだヴォルケインとレイの亡骸のサルベージに従事する。
プリシラ
声 - 千葉紗子
ピンクのネコのようなフォルムをもつヨロイ「ブラウニー」に乗る少女。物語の中盤から登場する。ヴァンが名前を覚えた数少ない女性でもある。ヨロイバトルの街・デュエルパークにて活躍していた。孤児院育ちであり、ブラウニーの本来の乗り手である孤児院初代院長のシスターママに育てられた。シスターは生前はヨロイバトルで得た賞金で孤児院を運営しており、シスター亡き後はプリシラがその役目を引き継いでいた。優れた身体能力の持ち主ながら、全く泳げない。
「B-1グランプリ」にて決勝戦の相手の代行となったヴァンと出会い、決勝では善戦するも実質的な敗北を喫する。しかし決着直前に本来の対戦相手であるザコタが現れたことでヴァンが棄権し、そのザコタを瞬殺して優勝。以降、「気持ちいいバトル」ができたことからヴァンに興味と好意を持つ。彼が去った後も気にかけており、その様子を見かねた孤児院の子供達の後押しもあり、副賞のホバーベースを駆ってヴァンを追いかけ、一行に加わる。ヴァンが宇宙に飛び立つ直前、彼に告白するが返事は戦いが終わるまで保留とした。全てが終わった後は何も言わずに去ったヴァンに怒りながらも、いつか返事を貰いに行くことを決めて故郷に帰る。
ブラウニーにはパイロットの動作をトレースするシステムが搭載されており、プリシラは彼女自身の高度な身体能力を生かし、コックピットで実際に体を動かして操縦する。華麗で俊敏な機動性を誇る反面、若干他のヨロイよりもパワーや防御力に劣るようだが、劇中ではオリジナル7用ヨロイに匹敵する戦闘能力を見せている。
ユキコ・スティーブンス
声 - 雪野五月
メキシコ風の街・グローリアの酒場「ピンク・アミーゴ」を一人で切り盛りする娘。両親を早くに亡くし、祖母・チヅルによって育てられた。祖母の死後は店を受け継ぎ、幼馴染のフランコ（声 - 私市淳）に「町を出よう」と誘われつつも祖母の店を守るために断り続けている。かつての祖母の仲間であり、店で何かと騒ぎを起こす近所の老人4人組（後述のエルドラチームを参照）に少々困りながらも、嫌な顔ひとつせずに対応している。ネロ曰く「歌ってる時がチヅルに似てる」。カナヅチである。
ヴァンに加勢すると息巻くこの老人達を放っておけず、一行に加わる（最初は「一度くらいは街の外の世界を見てみたい」という位の軽い気持ちだったが、一行の決意を見て考えを改めた）。彼女も状況によって服装が変わる。基本的に平和を愛するごく普通の女性だが、無理をし続けるレイを平手打ちして説得するような一面も見せる。また、最終局面では祖母譲りの勇気を振るい、気丈に銃を手にして、ジョシュアのハッキングが終わるまでカギ爪の兵士たちを足止めしていた。戦いの後、ヴォルケインのサルベージを手伝うつもりであることがジョシュアから語られる。

##### エルドラチーム
5身合体タイプのスーパーロボット風のヨロイ「エルドラV（エルドラファイブ）」を駆ったかつての勇者達で、今は亡きチヅルと共に「ザウルス帝国」と呼ばれる敵と戦って勝利を収め、この世界に平和を取り戻した…という伝説を毎日「ピンク・アミーゴ」で客に強引に聞かせて回る老人4人組。ただし、カルロスは一日の大半を寝て過ごしている。
グローリアの街で騒動が起こった際、たまたま立ち寄ったヴァンが気まぐれで彼らを助けたことから、ヴァンを勇者の後継者と勝手に認定。その後はヴァン達に写真を届けることをカルメンに依頼したりしていたが、やがてカギ爪の集団を悪の組織とみなし、ヴァン一行の元へ押しかけて参戦した。この際、チヅルが欠けているためフルパワーが出せず二足歩行もできなかったエルドラVに、上記のグローリアの街での騒動の主である科学者・ブッチが合体機構の排除（省略）による軽量化、さらにG-ER流体の搭載による二足歩行化等の各種改造を施し、遥かにパワーアップした新たなる勇者ヨロイ「エルドラソウル」として生まれ変わらせたヨロイに搭乗している。ただし、ネロは合体機構を排除されたことをかなり不満に思っているらしく、本来ならエルドラソウルの整備に必要なブッチをなかなか呼び寄せなかったり、文句を言ったりしている。
一行に合流した後も、街にいた頃と同じように昼間から酒を酌み交わして周囲を呆れさせていたが、いざ戦闘になれば正義の魂を熱く燃え上がらせ、カギ爪の集団に立ち向かう。
ヴァンが復讐を遂げた後、何も言わずに去ることを察していた。
ネロ
声 - 佐藤正治
エルドラV、エルドラソウルのメインパイロット。若かりし頃は痩身だったが現在はビール腹。昼間から酒を飲んでいるため、重度のアルコール中毒になっており、戦闘中でも手が震えることがあるが、戦いそのものに影響は出していない。
ホセ
声 - 清川元夢
エルドラ搭乗時は主に火器管制を担当。ネロとはライバルのような関係で、若かりし頃にどちらが活躍したかでいつも言い争っているが、そのせいで町の住人達に迷惑がられていた。
バリヨ
声 - 宝亀克寿
チームのまとめ兼、普段寝ているカルロスのフォロー役。現在でもネロとホセの喧嘩を諫めるのは彼の役割である。エルドラの合体時には動力管理を担当。
カルロス
声 - 田口昂 / 島田敏（スーパーロボット大戦シリーズ）
一日の大半を寝て過ごす。戦闘中も寝たまま搭乗しているため、バリヨがフォローに回っており、現在のエルドラV・エルドラソウルは実質3人で動かしている。作中でも第3話の最後で僅かに目覚めた以外は寝たままだったが、最終局面にてようやく覚醒。ブッチが用意したエルドラソウルの取扱説明書もいつの間にか熟読しており（他3人はろくに読んでいなかった）、頭脳明晰な活躍を見せる。戦いの後はヴァンが去って荒れるプリシラに「俺じゃ駄目か？」と言ってしまい、彼女を激怒させた。

### カギ爪の男の集団
ファサリナ曰く「別に世界を征服する等の目的はないので、組織としての名前はない」。なお、本項では便宜上 "組織" と呼称する。

#### カギ爪の男
カギ爪の男（クー・クライング・クルー）
声 - 堀内賢雄
"組織" のリーダーである老齢の男。ウィリアム・ウィル・ウーの父親でもある。集団には上下関係が便宜上存在しないため、崇拝の対象である彼自身は "同志" と呼ばれる。右腕に着脱可能なカギ爪の義手を装着していることから、ヴァンやレイなど彼を追う者達から「カギ爪の男」「カギ爪」と呼ばれる。SECRET FILE等の初期設定では「クライング・クライ・クルー」という名前だった。
小説版で明かされた過去では、地球（マザー）で、総合総庁という政治を管理する仕事に就いていた。しかし、細菌兵器の誤使用によって巻き起こされた "永遠の春休み"により、惑星エンドレス・イリュージョン (E.I.) に向けて脱出。途中、月の観測チームと合流するも、仲間を殺し合う人間の姿に絶望する（その際に右手を失った模様）。しかし、わずかな希望をもって惑星E.I.に降り立ち、さらなる絶望にあいながらも、E.I.での初めての友である医者の手により、百年単位の延命治療を受け、自らの夢を果たそうとする。
性格は一見温厚で柔和、誰に対しても子供に語りかけるかのような優しい口調で喋る。気に入った人物に "「夢」はあるのか" と問いかけ、"自分と一緒に夢を見ないか" と組織に誘う。喜怒哀楽のうち、"怒" の感情が何らかの理由で麻痺しているようで、劇中では怒りの感情を表すことはない。自分の意思に従わない者を、殺意もないのにうっかり（「逆らうものを許す慈愛の表現として」強く抱きしめたら骨を砕き肉を切り裂くほどに力が入りすぎて）殺してしまったり、「彼らは自分の心の中で生き続けている」と（比喩や挑発ではなく）思い込んでいたり、新生オリジナル7たちが危険にさらされたり死んだりしてもまったく動揺を見せないなどの行動・思考を見せる。
余命いくばくもなく（延命治療の副作用による病、または寿命そのものが尽きかけている）、死ぬ前に人類すべてが自分と同様に争う感情を捨て去り、穏やかに生きる世界を作ることを夢としており、その実現のために「幸せの時」と称する計画を実行する "組織" を作り上げ、その中核メンバーである新生オリジナル7と共に世界各地を巡っている。
最終局面にてヴァン、レイ、ジョシュアによって「幸せの時」計画を潰されるも、それすら「（計画を最初からやり直して）また皆さんと歩める」と喜び、ヴァンをも新計画における最初の友人（彼曰く、前計画に欠けていた「バカ」代表）として迎えようとした。しかし最期は仲間達の支援を受けたダンにバースデイを両断され、乗り込んで来たヴァンに斬殺された。
地球(マザー)で学んだのか『ピクニック』を鼻歌で歌っている。

#### オリジナル7
惑星E.I.はマザーの流刑惑星として開拓された歴史があり、凶悪な犯罪者を監視し、必要ならば処罰する圧倒的な "力" の存在―監視者―が必要不可欠であった。"オリジナル7" は、本来その監視者と抑止力としての役目を担う集団であったが、世代を重ねるにつれてその強大な力を私利私欲のために使うものが後を絶たなくなり、徐々に腐敗していった。
劇中に登場するオリジナル7は、それら旧オリジナル7が一掃された後にカギ爪のもとに集い、カギ爪を同志と仰ぐネオ・オリジナルである（ガドヴェドを除く）。名称が示すように7人で構成されるが、欠員メンバーであるヴァンはカギ爪に敵対しているため、現在は6名。全員が七曜にちなんだ名のヨロイを操縦する。そのほとんどが電気体質のためにヨロイへの適応度は高く、改造手術なしで操ることができる。
ミハエル・ギャレット
声 - 保志総一朗
ウェンディの兄。16歳。「カギ爪の男」に誘拐されたが、彼の思想に共鳴し、彼を「同志」と呼んで従うようになった。優れた電気体質のため、新生オリジナル7の中でも最もヨロイとの適合性が高い。カギ爪を信じようとする反面、信じ切れない自分の中の矛盾に苦しむ場面も見られる。
組織のために尽くすファサリナに対し、信頼と尊敬の念と共に、一人の女性としての彼女へ恋愛感情を抱いている。彼が搭乗する銃剣をモチーフとしたヨロイ「サウダーデ・オブ・サンデイ」はオリジナル7のヨロイの中でも最強の性能を誇っており、また「幸せの時」実現のためのキーとなる重要な存在である。
実の妹であるウェンディのことは大事に思っており、いつまでも庇護が必要な子供だと思っている。しかしカギ爪の男に関わり彼の同志になってからは、ウェンディに自分の価値観を押し付ける傾向が強くなり、最終的には精神的に成長したウェンディからも拒絶される。一人称は「私」が基本であるが、動揺した時や妹（ウェンディ）の前では一人称が「僕」になる。
最終的には自分たちこそが人々を導く存在という選民思想に完全に染まり、自分たちへの抵抗を続けるヴァンたちを愚か者と見下す態度も隠さなくなっていく。欠員メンバーと馬鹿にしていたヴァンとは宇宙と地上で戦闘を重ねたが、最終的にサウダーデをVの字に斬られて破壊され、敗北。自信の源であったヨロイを失う。
精神的に追い詰められた後はウェンディに対する感情も狂っていき、自身の主張を肯定しないウェンディの首を絞めるなど言動ももはや常軌を逸していた。しかしその際にカメオに噛まれたことで正気を取り戻し、同時に崩れてきた瓦礫からウェンディを庇う。カギ爪の死後は憑き物が落ちたような表情でウェンディに謝罪しつつも、カギ爪の意志を継ぐかのように自身の主張の正しさを宣言し去っていく。が、その言動とは裏腹に、脱出するために逃げ惑う職員たちを一顧だにせずカルメンに敗れたファサリナの救助に向かうという、かつて自分が馬鹿にしたヴァンと同じく自身の感情の赴くままに行動するという支離滅裂な行動に出る。ウェンディに撃たれた傷と、瓦礫から彼女を守った際による負傷で、もはや戦える身ではなかったため、情に流されたカルメンによってファサリナと共に見逃される。しかし直後、ファサリナと共に瓦礫の崩壊の中へと消えた。最終的な生死は不明だが、ミハエル役を演じた保志総一朗はドラマCDで生存説を語っている。
ガドヴェド・ガオード
声 - 岸野一彦 / 辻親八（スーパーロボット大戦シリーズ）
ヴァンの師のような存在であり、旧オリジナル7のメンバー唯一の生き残り。斧をモチーフにしたヨロイ「ディアブロ・オブ・マンデイ」を駆る。流浪者であったヴァンにオリジナルメンバーの資質を見出し、さまざまなことを教える。
瀕死の重傷を負わされたヴァンの命を救うため、彼を「改造」し、ダンの正式な乗り手としたが、それはヴァンを死なせたくないエレナの望みによるものだった。
ヴァンに出会う前からカギ爪と会っており、彼の思想に共鳴していた。彼はメンバーの改革を目的として旧メンバーとカギ爪をヴァンとエレナの婚礼の場に招待し、カギ爪の思想に触れさせようと試みたが、カギ爪は、エレナに加えてガドヴェド以外のオリジナルメンバーを全員殺害。ガドヴェドはこれを神による断罪と感じ、カギ爪と共に「幸せの時」を遂行するため、新しいオリジナル7となるべきメンバーを見出すことに専念した。ミハエルにはヨロイ乗りとしての指導を行った。
後にゾネットにてヴァンと再会。自身の思想を説いてヴァンを新しいオリジナル7に誘うも、カギ爪の仲間になることを拒んだヴァンと激突。カギ爪を招き入れて惨劇を引き起こしたことは後悔こそせずとも己が罪とも認識しており、この戦いは「断罪か？贖罪か？」と問いかけながらヴァンを圧倒する。しかしカギ爪の姿を視認したことで復讐の決意を新たにしたヴァンに敗北。「いつか同じ夢の話をしよう」とヴァンに告げられ、己の罪を自覚しながら死亡した。
ファサリナ
声 - 倉田雅世
カルメンの旧友・ハエッタとコンタクトを取るためにトリノリアに現れた、その後ゾネットにてカルメンに初遭遇した謎の女性。組織に必要な特殊な物資の開発を各地で依頼し、受け取りを行っている。元は娼婦であり、その電気体質から辛い日々を送っていたが、カギ爪にその悲惨な境遇から救われる。そのため狂信的なほどのカギ爪の崇拝者となり、心の奥底まで一緒でありたいという思いが非常に強い。
好きな物は、羽ばたく姿が自由を表している蝶である。同志の目的のためミハエルに半ば強要する形で肉体関係を結び彼を懐柔（迷いを断ち切らせた）したが、彼女本人としてもミハエルを純粋に愛していた。三節棍をモチーフにしたヨロイ「ダリア・オブ・ウェンズデイ」を操る。人の感情の裏をついて動揺させる話術とそれを活かした戦い方が得意。
元娼婦のせいか、言動に性的なニュアンスが強かったり、ヨロイの操縦イメージがポールダンスを思わせるものであったりとアクの強いキャラクター。ヴァン曰く「おっかねえ女」。
カギ爪の本拠地に向かうヴァン達の前にミハエルと共に現れ、カギ爪の計画を説いて説得を試みるがヴァン一行全員に拒絶されたため、ダリアを召喚してヴァンと戦う。その戦いはエルドラソウルの乱入で決着が付かないまま撤退したが、その後もウェンディ達の前に立ちはだかり、最後はレイに敗れてダリアを破壊されるも生き延びる。
その後はカギ爪の思想を全人類に植え付けるための施設にてカルメンと遭遇。ハエッタの育てた花によって作られた装置に囲まれた、カルメンにとって因縁ともいえる場所にて彼女と対決する。しかしカギ爪が絶命したことで戦意を喪失。情に流されたカルメンに助けられたものの、生きる意味を失ったため、殺すように懇願する。直後、ミハエルが重症を負ってまで駆け付けたことで感情を露にして彼に駆け寄り、カルメンもミハエルがファサリナの新しい生きる意味になると察して立ち去ろうとした。しかしそれも虚しく、ミハエル共々崩落に巻き込まれ、生死不明となる。その姿をカルメンは「憎らしいほど素直で、どこまでもむかつく女」と表した。
ウィリアム・ウィル・ウー
声 - 真殿光昭
どことなく高貴な雰囲気をもつ青年。電気体質。興奮するとすぐ鼻血が出る。強いエディプスコンプレックスの持ち主で、少年時代に母の愛情を独占するため父を亡き者にしようと剣を取ったが、父をかばった母の身体を貫くこととなった。その後は長く一人で古城に暮らしており、母を思い返すか、剣の修行しかしていなかった。
ヨロイでの戦闘スタイルは騎士のように正々堂々としており、細身の剣でフェンシングのように戦う。
なお、彼の父親はカギ爪本人であり、その血縁関係から、自分の健康な血液を提供し続けて、死病に侵された彼を延命させていたようだ。レイピアの形をしたヨロイ「メッツァ・オブ・チューズデイ」を駆る。
古城の近くにてヴァンとウェンディの乗った飛行船を不時着させ、ヴァンに戦いを挑む。作中で初めてヴァンとダンを敗北に追い込んだ人物であり、一時はヴァンに仇討ちを諦めて逃げようと考えるほどの恐怖心を植え付ける。しかしヴァンがエレナへの愛を再認識して奮起したことで、古城を舞台に再戦。愛のために戦っていたという点ではヴァンと同じだが、彼が選んだのは父のため（ひいては母の夢のため）に母を捨てることであり、ヴァンに「捨てる奴には俺は止められない」と言い放たれ、敗北する。最後は自分の血を見たことで、流れ出る自分の血を「あの方（カギ爪）に捧げなければ」とかき集める妄想に取り憑かれながらメッツァの爆発に巻き込まれて死亡。同時にその爆発で古城も崩壊した。
カロッサ / メリッサ
声 - 大本眞基子（カロッサ） / 斎藤千和（メリッサ）
双子の兄妹で、兄がカロッサで、メリッサは妹である。カロッサはツインバレーで研究されていた技術を搭載した、トンファーをモチーフにしたヨロイ「シン・オブ・フライデイ」、メリッサはシンと対で設計された、チャクラムをモチーフにしたヨロイ「セン・オブ・サタデイ」を操り、双子の利点を生かしたコンビネーション攻撃を行う。２人が電気体質であるかは不明。
カロッサは好戦的でわがままな性格に対し、メリッサは非常に内気で心優しいと対照的な性格。また、カロッサは言葉遣いがやや片言である。共にカギ爪が関与していた実験の被験者であったが、互いに引き離されて生活させられるようになったために脱走。森の中で老狼のロボと共に半年ほど文明から離れて生活していたが、後にカギ爪の説得で研究所に戻った。わがままで自らの立場を良いことに増長しているカロッサは組織のメンバー達からの反感を招いているようである。また、カロッサは組織に捨てられて以前のような生活に戻ることを極度に恐れており、そのためにカギ爪の役に立とうと必死になっている。メリッサに対しては異常に過保護で、近付く者はカギ爪以外なら容赦なく攻撃を仕掛け、特にカギ爪から重要視され自分の妹のメリッサにも気に入られているミハエルに対し、敵対意識をあらわにしている。対してメリッサは、カロッサの行動を止めようとする場面が見られ、カロッサの暴走によって起こった悲劇の際にも「２人で一緒にみんなに謝ろう」と声をかけている。ちなみに研究所では、運動神経などの体力的な面ではカロッサが、勉強などの精神面ではメリッサが優れている、と記録されていた。
ミハエルの存在によって自分がカギ爪に必要とされなくなることを恐れたカロッサは独断でヴァン達に攻撃を仕掛け、止めようとしたメリッサも結局それに同行。センとシンの連携でヴァンとレイを苦しめるも、レイの銃撃でメリッサが死亡し、激昂したカロッサもヴォルケインに飛びかかった所を射殺された。しかしその最期の一撃がレイの体を蝕み続けることとなる。カルメンの発言によると、墓を作って埋葬された模様。

#### "組織"のその他のキャラクター
ザビロ・ムッターカ
声 - 石野竜三
カギ爪の男の組織で技術職を束ねるチーフ。非常に優秀なヨロイ技師であり、またカギ爪の男や組織のメンバーからの信頼も厚い。ヨロイをこよなく愛している。
回収されたサウダーデの修復、調整から追加改良までを行い、またその中でサウダーデの操縦者であるミハエルとも親しい関係となる。
サウダーデの能力の解析結果から、カギ爪の計画が全人類の虐殺だと推測しクーデターを画策する。その際にミハエルをカギ爪抹殺後の新たな組織のリーダーとするべく仲間に誘うが、失敗。ドラクルで脱出し、ヴァン一行と合流しようとしたが、結局はカギ爪に盲従する道を選んだミハエルの手で討たれた。その部下（声 - 菅原淳一）は辛くも生き残り、ヴァン一行に助けられたもののウェンディをミハエルと見間違えて錯乱し、そのまま死亡した。
ジョー・ラッツ
声 - 松本保典
船でカギ爪を追うヴァンとウェンディが途中で置いてけぼりにされた島「ラビアンローズ」に住む富豪。実は組織の一員だがそれを隠して二人を歓待し、説得して追跡・復讐を思い留まらせようとしていた。その説得はヴァンを迷わせたが結局迷いは断ち切られ「カギ爪の仲間」と看破されたため、「ゴールデン・クレイドル」に搭乗してヴァンと戦うも敗北。最期はカギ爪への最後の友情と称して自爆した。
カギ爪の男の最初の友達
外伝小説で登場。本名不明。アニメ本編では故人。この男とカギ爪の男の出会いが全ての始まりであり惑星エンドレスイリュージョンの運命を変えていくことになる。

### その他のキャラクター
エレナ
声 - 金月真美
ヴァンの婚約者であった女性。作中ではすでに故人。婚礼の当日カギ爪によってウェディングドレス姿で殺害された。惑星E.I.において人類が初めて降り立った場所であるオリジナル・ポイントで、ヨロイの研究をしていた。偶然出会った流れ者であるヴァンを、操縦者のいないダンのテストパイロットに雇い、初めてヴァンを人間らしく扱い、ヴァンに人間らしい感情を芽生えさせた。
シノ
声 - 西原久美子
レイの妻で、ヴォルケインの設計責任者。作中ではすでに故人。地下資源有効利用のためにヴォルケインを設計し研究開発していたが、その性能がカギ爪の目に留まり、協力を依頼される。だが、カギ爪の計画の真意を知り、断ったために（カギ爪の思い通りにならなかったために）カギ爪に殺されてしまう。しかしカギ爪はヴォルケインの機体を見るまでシノを殺したことは完全に忘れていた。レイが和風の服装をしているのは彼女の影響らしく、エンディングで使われているイラストでも彼は作務衣を着ている。
チヅル
声 - 雪野五月（ドラマCD）
エルドラチームの紅一点であり、ユキコの祖母。作中ではすでに故人。若かりし頃はユキコに似ており、その当時の写真がピンク・アミーゴの壁に飾られている。ネロ達曰く、若い頃のメンバーの中で一番ケンカと酒が強かったらしく、ドラマCDでは、夜、幼いユキコを寝かせるために若い頃の伝説を話して聞かせるが、同じ話を何度も話したりその度に内容が過激になっていたり近所迷惑も顧みず大声で叫んだりしている。名前の元ネタは『超電磁ロボ コン・バトラーV』の登場人物である南原ちずるから。
カイジ
声 - 小野坂昌也
海をこよなく愛する船乗りで、海賊のようなグループを率いている。潜水艦のようなヨロイ「サンキュー海サイッコー号」に乗る。独特の美学と口調の持ち主で、ムーニェルの街のサルベージ組合の活動を妨害していたが、一方で面識のないウェンディに教え諭すような言葉をかけて励ました。後に遺跡のサルベージに際して組合に用心棒として雇われたヴァンと海中で対決し、サイッコー号を壊される。その後はグレートソファー号で旅をしながら、新しい船を探していた。
何故か最終話にて仲間として再登場を果たし、沈む島からヴァン一行を救出した。
ラッキー・ザ・ルーレット
声 - 津久井教生
盗賊団「ワイルドバンチ」のリーダー。ウェンディの住んでいたエバーグリーンの町で略奪の限りを尽くしていた。ラッキーにこだわり、ロシアンルーレットやカードなどで常に自分のラッキーを試しているが、実際は自分が誰よりもラッキーでなければ気が済まない性分で、自分より運の良い人間や「ラッキーを奪った」と認識した相手には殺意を向ける。移動砲台のようなヨロイ「ラッキー・ザ・キャノン」を所有する。「いつも人を正面から撃つ」ことを掟とし「人を背中から撃つ奴にラッキーは訪れない」と公言している。しかしヴァンと対峙した際は彼を平然と背後から撃ち、ヴァンの怒りを買う。最後はラッキーへの執着のあまり暴走。言動も支離滅裂になり、手下を巻き添えで全滅させた末にダンを召喚したヴァンに敗北し、チームもラッキーも全て失った。カギ爪の依頼でミハエルを誘拐した人物であり、作中で最初にヴァンに倒されたヨロイ乗り。
バロン・メイヤー
声 - 屋良有作
ブリッジシティの市長であり、自称「理性あるバスタッシュ・バロン」。配下共々、独特のヒゲ型をしており、それを自在に操ることができる。「流されること」を異様に嫌い、「自ら流れを作る」と称して独立国家建設を目論んでおり、街に足止めしていた多くの女性を誘拐して国力増強のための子作りに利用しようとした。戦艦のような大型のヨロイ「メタルグルー」を操ってヴァンと戦うも敗北し、機体の爆発炎上に巻き込まれて死亡。メタルグルーはそのまま橋に激突して動かなくなり、ヴァンに「お前はもう流されない」と皮肉られた。ムッターカの発言から、カギ爪の一味とも繋がりがあったことが窺える。また、水着王国ミズーギィの女王キャサリンによる金属繊維の研究にも協力していた。
ブッチ
声 - 岩田光央
グローリアの街に住む青年マッドサイエンティスト。家に閉じこもって怪しげな研究や発明をしていたため、村人達から避けられている。自らG-ER流体を用いた全身触手だらけのヨロイ「バッドローズ」を製作し、自分を除者（のけもの）にした（と本人は思っている）村を破壊しようとしたが、エルドラVによりバッドローズを破壊され、エルドラチームの面々に叱られ反省、それ以後は彼等に協力するようになる。フルパワーが出せず二足歩行もできなかったエルドラVをエルドラソウルに強化改造するなど、技術者としては高い能力をもっている。本来なら彼も技師としてヴァン一行に同行する筈だったらしいが、止むを得なかったとはいえ合体機構を廃したことに怒ったネロに止められた模様。ヴァンが瀕死の状態になった際、ヴァンを助けようと奮闘する一行の手助けをしたりもした。地上に残されていたG-ER流体を発見して独学でヨロイに搭載し、本格運用まで漕ぎつけるなど、他の面々に比べると天才的な知能を持っている。
ザコタ・メタコタ
声 - 二又一成
仲間と共に小型のヨロイで暴れているゴロツキ。何らかの理由でウェンディに絡んでいた所をヴァンに撃退される。その時は改心したような口ぶりだったが、後に一人になったウェンディを再び襲い、今度はダンでヨロイごと倒された。のちにヨロイ同士を戦わせるイベント「B-1グランプリ」のRWC側のファイナリストとして「スーパー200000系ライナーガイン」に乗って再登場するが、手負いのブラウニーにあっさり敗れた。第23話にて、その後もRWCに所属している姿が僅かに描かれた。
デネヒー
声 - 山野井仁
小さな診療所を営む町医者。助手のマリー（声 - 三浦智子）曰く「顔はちょっと怖い」が、余所者を嫌う町にいながらウェンディを迎え入れる懐の広い人物。片目に車椅子という身体だが医師としても有能で、嘗てオーバーヒートを起こしたガドヴェドを治療したこともある。そのため、ヴァンの胸部の模様を描いた絵を見た際に既視感を覚えていた。
エル・ドライバー / アール・ドライバー
声 - 小林優子（エル） / 勝生真沙子（アール）
住人はすべて双子という謎の街・ツインバレーの長を務める双子。街に住む双子は、左右に分かれて争いあうほど仲が悪く、彼女たちもお互いを憎みあっている。父の遺産を巡って対立を繰り返してきたが、そのために住人の数が減ったため、決闘代理人（用心棒）としてヴァンとレイをそれぞれ雇った。ヴァンを雇ったアールはエルのことを気遣うそぶりがあるが、レイを雇ったエルの方は冷酷で、レイの不意打ちでアールが瀕死になろうと意に介さない。その正体はカロッサ・プロジェクトの過程にて、カギ爪を信奉する父からヨロイ「ツインロック」の制御のために生み出されたクローン。対立意識も生成当時の技術力不足によって生じたものであり、同じく双子同士仲の悪い街の住人達も全て実験体である。加えて、父からも実験材料としてしか見られていなかったという事実を知ったエルは錯乱してレイに追い縋ったために撃たれ、追ってきたアールと共に父への妄執に憑りつかれたままツインロックに乗り込んで暴走。最期はレイに倒され、二人とも死亡した。
クラット / バニー
声 - 柳沢栄治（クラット） / 豊口めぐみ（バニー）
港街ハーバー・パレードに住むカップルで、ヴァンのヨロイを奪おうとオープンカーを改造した（自称）ヨロイ「ラブデラックス」でヴァンとウェンディを追い掛け回す。彼らが乗る（自称）ヨロイは自動車改造が得意なクラットの作品で、車体はバニーが父親のコレクションを勝手に持ち出し、用意したもの。クラットはバニーを「ハニーチェリー」と呼び、バニーはクラットを「マスカット」と呼んでいる。また、何故かクラットはヴァンのことを「はきプリヴァン（はきだめのプリティヴァン）」という昔の通り名でしか呼ばなかった。
実はバニーは街を牛耳るマフィアの娘なのだが、クラットはそのことを知らなかった。また、バニーがトニーに「自分の歳を考えてみろ」と言われることから若作りらしいことがわかるが、クラットはバニーの年齢も同様に知らなかったらしい。ヴァンに何度も返り討ちに遭った末にトニーに捕らわれ、始末されそうになるが、ウェンディの頼みで渋々助けに来たヴァンに救われて改心。そのお礼としてバニーが「いい人ヴァン」という新しい通り名をヴァンに付けた。
トニー・モンタナ
声 - 飯塚昭三
港街ハーバー・パレードを牛耳るマフィア、「モンタナ一家」のボスで、バニーの父親。そのことを知らずに数々の狼藉を働いたクラットを始末しようとしたが、バニーが彼と居ることを望んだため、二人とも殺そうとする。街一番のヨロイマニアで、愛機は（自称）3000馬力に3000の武器を搭載した「トニー3000」。やはりオープンカーを改造した単なる普通の派手な改造車であり、ダンを呼ぶまでもなくヴァンに蛮刀1本で簡単に破壊された。尚、この車は後にクラットとバニーによって売りに出されている。
ハエッタ
声 - 天野由梨
カルメンの幼馴染。父・フィンドレイ（声 - 仲木隆司）のために、ファサリナからの指示でカギ爪の研究用に毒性のある花を育てていた。町を出て自由に生きるカルメンに対し、多少なりとも嫉妬していたようである。後にカギ爪に間接的に加担していたことと、街の住人にその花を配っていたことを知って止めに来たカルメンと対峙し、互いに「大好きで大嫌いだった」という本音をぶつけた末にカルメンを殺そうとするが返り討ちに遭う。それと時を同じくして父が自ら命を絶ち、ヴァンにも剣を向けられるが、カルメンに庇われる。その後、失意のまま花畑を焼き払った。この件でカルメンは故郷の人々から忌み嫌われることになる。
ジョバンニ
声 - 拡森信吾
ヨロイメーカーとしての顔を持つ鉄道会社にして、B-1グランプリ主催のRWC（Rail Work Corporation）の社長。ヨロイを大量生産して一家に一台までに普及させるという目標のため、B-1グランプリを宣伝に利用しようとしている。元々自社のヨロイとヨロイ乗りを用意していたが、ゾネットでのヴァンとガドヴェドの戦いの影響で到着が遅れたため、決勝戦までは仮組みのヨロイを金と権力で勝ち残らせ、更にはプリシラに八百長まで持ちかけていた。決勝戦にてヴァンに代理として優勝するように依頼する（契約上は土木課係長ということになっている）。しかしヴァンの勝利の直前に雇っていたザコタが到着。プリシラにあっさり倒されたために計画は全て水泡に帰り、カルメンに違約金まで払う羽目になった。
ヨアンナ
声 - 南央美
プリシラの友人で、ともに孤児院を苦労しながら運営する女性。ヨロイバトルを繰り返すプリシラの身を案じている。思慮深く温厚な性格で、プリシラがヴァンに好意をもっているのに気付き、孤児院を心配して迷うプリシラに彼を追うよう、アドバイスする。
キャサリン・ナカタ
声 - 渡辺久美子
水着王国ミズーギィの女王。元々は汎用性の高い金属繊維の研究をしていた科学者で、その一環で金属繊維を用いた衣服を生み出そうとしていた。しかし男性用下着に関してのデザインセンスが壊滅的だったことを夫のマンソンに指摘され、その時の言い回しの悪さもあって全ての男性を憎むようになり、研究所を含む港の工業地帯一帯を占拠して男子禁制の王国を建国した。水着王国に入れるのは金属繊維関連の知識を持った女性かスポーツウーマンに限られ、港の解放を目的に接触してきたウェンディ達に体力テストを課す。しかし最後はレイによって（意図したわけではなく）水着王国は崩壊させられ、マンソンとも和解したことでヴァン一行の協力者となる。
ファサリナの依頼で特殊な金属繊維を提供していたが、それにはミハエルが宇宙に行った際、安全に大気圏突入できるようにというファサリナの独断が含まれていた。
マンソン
声 - 関智一
ミズーギィの青年団の団長で、水着王国の解放を依頼してきた男性。水着女王キャサリンとは夫婦であり、下手な言い回しで彼女を豹変させた張本人。そのことを深く悔いており、キャサリンとの和解を強く望んでいる。後にキャサリンと再会した時には、彼女のデザインした悪趣味な下着を穿いていたことを暴露し、夫婦の仲を修復させた。
ナレーター
声 - 銀河万丈
常に物語の冒頭で解説をしている人物。最終話で新聞記者として登場し、成長したウェンディにヴァンについての取材をしていた。本作の次回予告はウェンディがそれに応えて当該のエピソードを回想する形になっている。ドラマCDではヴァン丈という男としても登場している。

## ヨロイ一覧

### アニメ
惑星E.I.に存在する、高度な駆動機械のことを「ヨロイ」と呼ぶ。名称は「Yieldingly Operatable Robotized Overbearing Infantry（自在に操作可能な自動化された威圧的な歩兵）」の略。ヨロイの形は部品の規格が統一されていないために形状やサイズ等もさまざまであり、人や地域によっては武装した車両のことをヨロイと呼んだりもする。しかし、ヨロイという言葉に対する普遍的なイメージは存在するのか、劇中で登場するヨロイはほぼすべてが人型に近いフォルムの巨大ロボットである。

#### オリジナル7用ヨロイ
惑星E.I.において最も初期に作られた7体のヨロイを指す。一覧は別項「オリジナル7用ヨロイ一覧」参照。ヴァンのヨロイ・ダンもオリジナル7用ヨロイである。オリジナル7の本来の目的遂行のため、彼らの乗る専用ヨロイとその付随システムには、数々のオーバーテクノロジーが使用されているが、稼働するためのエネルギーを全て使い切る前にサテライトベースに帰還する必要がある。そして、名前には必ずそれぞれ「曜日」が付けられ、変形前の形状は皆武器の形状をしている。
代表的な特徴としては、以下の点を挙げることができる。
ヨロイインターフェイスシステム
操縦者の脳神経に流れる電気信号を感知することでその思考を読み取り、遅延の極めて少ない機動性が得られる（詳細は "オリジナル" の項参照）他、搭乗者のコンディションや周囲の状況をモニタリングしてコックピットに表示したり、サテライトベース（後述）の制御システムと送受信する機能もあるようだ。操縦者の精神が昂る（もしくは集中する）とコックピット内が光輝く。
G-ER流体制御システム
電流を通すなどすることで、固まったり液体に戻したり出来る、青黒い色をした流体。主に駆動系に用いられ、直立二足歩行を可能にしている。オリジナル7のヨロイはG-ER流体がないと動くことはできない。
そしてオリジナル7用ヨロイに搭乗する搭乗者の体内にも注入され、スムーズな操縦が可能になる。
ちなみに、オリジナル7以外で利用しているレプリカが3体だけ存在するため、地上のどこかに貯蔵タンクか保管場所があったと思われる。
サテライトベースシステム
それぞれのヨロイには、惑星E.I.衛星軌道上に、一定間隔で設置された人工衛星〈サテライトベース〉が用意されており、普段はそこに収納されている。そして搭乗者が特定の動作をすることでヨロイがベースから射出される。このシステムにより、オリジナル7は惑星E.I.のどこでも短時間でヨロイを召喚することが可能となる。破損箇所はベース内で速やかに自動修復される。各ヨロイには専用のベースが設定されているが、ヨロイ側からの音声入力によって専用のベースを切り替えることも可能らしい。

##### オリジナル
上記の通り、オリジナル7用ヨロイは他のあらゆるヨロイを凌駕する性能を誇るが、その代償として搭乗者の身体に神経電気の増幅を目的とした改造手術（ヨロイインターフェイスの移植・各種調整）を施さなければならない。人間の脳神経に流れる微弱な電流だけでは、まともに作動させることすらできなかったためである。本作ではこの手術を受けた者を "オリジナル" と呼称する。現在のオリジナル7で改造手術を施されている者は先代からのメンバーであるガドヴェド、ヨロイ改良（ネオ・オリジナルの項参照）以前にダンの操縦者になった欠員メンバー・ヴァンの2人のみである。
オリジナルになると身体（ヴァンの場合は鳩尾）に刺青の様な痕跡ができ、外見的にはこの有無で一般人と区別できる。また彼らには定期的にヨロイに乗らなければ生命維持ができないという技術的な制約が課せられている（G-ER流体を体内に取り込むため）。そのため、ヨロイに一定期間（最長で1週間程度）搭乗しなかったり、ヨロイやサテライトベースが破壊されたりすると、G-ER流体を交換することが出来なくなり、生命維持機能が失われ、乗り手には死が待っている。その代わり、この制約を守っている間は限りなく「不死身に近い身体」を得られ、たとえ銃弾を受けても体表部分で止めることができる。
基本的に、武装は各々の機体がモチーフにした格闘専用の武器と電磁シールドのみであったが、カギ爪のメンバー（ガドヴェド以外）のヨロイには追加で光学系火器が搭載されている。

##### ネオ・オリジナル
ダンとディアブロ以外のオリジナル7用ヨロイはカギ爪が各地から集めたヨロイ研究者・技術者たち組織によってビーム砲等の追加武装を含め数々の改良が施されている。この改良の内、以前と比べて最も変化した点は常人より多く神経電流を発する人間（電気体質と呼ばれる）であれば専用ヨロイへの搭乗が可能となったことである。未改造のオリジナル7メンバーは、改造済の旧メンバーとの区別のため "ネオ・オリジナル" と呼ばれている。技術の進歩が「人間をヨロイに合わせる」という反倫理的な方法を「ヨロイを人間に合わせる」という汎用的な方式へ変化させたといえる。
そして一番の利点は、電気体質であるネオ・オリジナルのメンバーは改造が施されていないため「専用ヨロイやサテライトベースが破壊されると操縦者が命を落としてしまう」という欠点を持たないという点である。

##### 補足
上記の通り惑星E.I.では稀に通常よりも大きな神経電流を発することのできる特殊な資質をもち、訓練によって未改造のまま専用ヨロイを操縦可能な人間（ミハエルやウー、ファサリナ、小説版のみ登場するビリー等）がいる。このような人間に改造を施した経過は確認されたことがなかったため、詳細は不明となっていたが、最終話ではヴァンが実は改造手術を受けずともヨロイを扱うことができる電気体質の持ち主で、かつ改造を施された珍しい例である可能性が組織の技術者たちにより推測、示唆された。そのため、ヴァンを「マザーの技術（オリジナルの改造技術）と新たなる可能性（ネオ・オリジナルの適正能力）の融合」であるとした。端的に述べるなら、ネオ・オリジナルにオリジナルの改造手術を施された唯一の存在がヴァンとなる。

##### オリジナル7用ヨロイ一覧
| ヨロイ                                         | ヨロイ乗り | ヨロイのモチーフ    | 意味                        | 変形後の形状 | 備考                                                      |
| ---------------------------------------------- | ---------- | ------------------- | --------------------------- | ------------ | --------------------------------------------------------- |
| ダン・オブ・サーズデイ Dann of Thursday        | ヴァン     | 蛮刀 - 木曜日       | Dann-神は裁き (ヘブライ語)  | 人型         | オリジナル（欠員メンバー）                                |
| サウダーデ・オブ・サンデイ Saudade of Sunday   | ミハエル   | 銃剣 - 日曜日       | Saudade-孤独 (ポルトガル語) | 人型         | ネオ・オリジナル                                          |
| ディアブロ・オブ・マンデイ Diablo of Monday    | ガドヴェド | 斧 - 月曜日         | Diablo-悪魔 (スペイン語)    | 人型         | オリジナル（正式メンバー）                                |
| メッツァ・オブ・チューズデイ Metsä of Tuesday  | ウー       | レイピア - 火曜日   | Metsa-森 (フィンランド語)   | 人型         | ネオ・オリジナル                                          |
| ダリア・オブ・ウェンズデイ Dahlia of Wednesday | ファサリナ | 三節棍 - 水曜日     | Dahlia-ダリア(英語)         | 植物型+人型  | ネオ・オリジナル                                          |
| シン・オブ・フライデイ Sin of Friday           | カロッサ   | トンファー - 金曜日 | Sin-罪 、原罪 (英語）       | 恐竜型       | ネオ・オリジナル                                          |
| セン・オブ・サタデイ Sen of Saturday           | メリッサ   | チャクラム - 土曜日 | Sen-眠り(ポーランド語)      | 人型         | ネオ・オリジナル オリジナル７用のヨロイの中では最小クラス |

なお、シン・オブ・フライデイとセン・オブ・サタデイには合体機能が存在する。
オリジナルセブンのヨロイは、作品舞台である惑星エンドレス・イリュージョンの存在の本来の目的から、裸足のような形状の足と、足首に付いた鎖と鉄輪がある。これに対し、新たにカギ爪の一派に改造が施されたネオ・オリジナル搭乗のヨロイは、裸足状だった足が靴状に変更されている。他にも、オリジナルのヨロイは格闘戦のみだが、ネオ・オリジナルのヨロイには光学系武器が追加されている。
アニメ作中では、メッツァとダリアの曜日は明かされなかった。この項目に書かれている曜日は公式サイトの情報による。

##### レプリカ
オリジナル機に触発された人々が生み出したヨロイを総称して「レプリカ」と呼ぶ。その性能は確実にオリジナルに劣るものであり、G-ER流体を搭載していないため、二足歩行はできない〈歩行での移動はローラー駆動など。ただし、エルドラVはエルドラソウルへの改良で、G-ER流体を正式搭載し、二足歩行ができるようになっている〉。ただし、オリジナル機では搭乗者の体にかかるさまざまな負担は、こうしたレプリカ機にはほとんどないため、実用性と汎用性はオリジナルよりも高い。ただしブラウニーはその特殊な操縦システム上、搭乗者にもダメージが返ってきてしまう。
ただし、例外的にオリジナル7用ヨロイと対等以上に渡り合えるレプリカヨロイもわずかながらに存在し、その代表例としてレイ・ラングレンの搭乗するヴォルケインが挙げられる。その理由は、ネオ・オリジナル用ヨロイに追加された光学系武器は、すべてヴォルケインを基本技術としており、いわばヴォルケインは「ネオ・オリジナルの追加装備のプロトタイプ」とも呼べるヨロイだからである。
他にはプリシラのブラウニーとエルドラソウルが挙げられる。ブラウニーは二足歩行をしているように見えるが、実は足の先端部分が小型のローラーになっており、そのローラーで器用に動いている。これにより高機動と高い運動性をもっている。ただ総合的な攻撃力は高くなく、多対一や重装甲の相手には向かないという欠点を抱えている。
エルドラソウルは元々エルドラVを元に、ブッチが改造を施し、G-ER流体を本格運用した（レプリカヨロイで初めてG-ER流体を使用したのはブッチのバッドローズが最初だが、本格的に運用したのはエルドラソウルが初）レプリカであり、その防御力は高く、パワーは他のレプリカを遥かに超え、パワーだけで見るならオリジナルヨロイとでも遜色がないほど。G-ER流体を使用しているため、完全な二足歩行が可能になり、戦闘の汎用性があがっている。尤も元々燃費が悪い機体を再改造したため、エンジンをフル稼働させた場合の稼動時間は余り長くなく、エネルギーが尽きた場合は電池状のエネルギータンクを交換しなければならないという制約も持っている。
ちなみに、数十年前は各地のレプリカの数はもっと多く存在しており、そのヨロイを使って悪事を働く凶悪な組織（ネロが「ザウルス帝国」なる組織の名を発言している）も存在していた。現在それらが存在せず、レプリカの数も減っている理由は、若かりし頃のエルドラチームと彼らの乗るエルドラVによってほとんどが破壊され、組織も壊滅させられたからである。

#### 一般〈レプリカ〉ヨロイ
| ヨロイ                                                                                           | ヨロイ乗り                                          | 特徴 |
| ------------------------------------------------------------------------------------------------ | --------------------------------------------------- | --- |
| - ヴォルケインwithジングウ - ヴォルケイン改（23話）                                              | レイ・ラングレン                                    | 銃撃戦を主体としたヨロイと、そのヴォルケインを輸送するための専用輸送機で大容量の発電量を誇るジェネレーターを内蔵しているが、とてつもなく重い                                                  |
| - ブラウニー                                                                                     | プリシラ                                            | 高機動での格闘戦を主体とするヨロイ、二足歩行しているように見えるがローラー駆動 |
| - エルドラV - グランヘッダー - ボディガンダー - パワーハンダー - ナイスフッター - ピンクアミーゴ | （チヅル） ネロ ホセ バリヨ カルロス                | 5体合体のスーパーロボット風のヨロイで、ピンクアミーゴ以外の4体でも合体可能 |
| - エルドラソウル                                                                                 | ネロ ホセ バリヨ カルロス                           | エルドラVの強化型。G-ER流体を採用した結果、G-ER流体の関係上、合体機構はオミットされている |
| - ラッキー・ザ・キャノン                                                                         | ラッキー・ザ・ルーレット                            | 砲撃戦主体のヨロイ |
| - メタルグルー                                                                                   | バロン・メイヤー                                    | 水上用の大型ヨロイ |
| - バッドローズ                                                                                   | ブッチ                                              | G-ER流体を利用した触手を使う |
| - ザコタのヨロイ（4話）                                                                          | ザコタ                                              | 多脚型の小型ヨロイ |
| - スーパー200000系ライナーガイン（14話）                                                         | ザコタ                                              | 機関車をモチーフとしたヨロイ |
| - ツインロック                                                                                   | エル&アール                                         | 2人乗り（双子用）のヨロイ |
| - ゴールデン・クレイドル                                                                         | ジョー・ラッツ                                      | ブラッド・クレイドルの原型 |
| - ドラッヘ（龍のヨロイ）                                                                         | 乗り手なし（劇中末で乗り手は既に死亡と判明）（8話） | 龍の形をした大型ヨロイ |
| - サンキュー海サイッコー号（10話） - サンキュー海グレート号（26話）                              | カイジ                                              | 潜水艦タイプのヨロイ |
| - ドラクル                                                                                       | ムッターカ、他                                      | ドラッヘの改良型 |
| - ブラッド・クレイドル（101・ワンオーワン）                                                      | 無線操作                                            | 量産型のヨロイ |
| - バースデイ                                                                                     | カギ爪の男                                          | 通常のヨロイの数十倍の巨大さを誇るヨロイ。「幸せの時」の核であり、カギ爪の棺も兼ねている。技師達のマザーの技術への対抗心から、オリジナル7のヨロイを凌駕する性能をもち、G-ER流体を使用している |

### チャンピオン版の漫画におけるヨロイ
チャンピオン版の漫画では、ヨロイはアニメのヨロイとは違い、武装化と呼ばれる特殊能力の呼称である。
| ヨロイ能力者           | ヨロイ（武装化）                         |
| ---------------------- | ---------------------------------------- |
| ヴァン                 | 左腕の銃                                 |
| 牙猫                   | ライオンの鎧                             |
| ジャイアント゠アンガス | みなさんの声                             |
| 雷電長者               | 現金大武装                               |
| ヒロミ                 | MS-RX78（モテルスーツ-アールエックス78） |

## スタッフ
- 監督 - 谷口悟朗
- 脚本 - 倉田英之
- キャラクターデザイン - 木村貴宏
- メインメカデザイン - 反田誠二
- 総作画監督 - 木村貴宏（2 - 26話）
- チーフアニメーター - 西井正典
- 色彩設定 - 岩沢れい子
- 撮影監督 - 大矢創太
- 編集 - 森田清次
- 音楽 - 中川幸太郎
- 音響監督 - 浦上靖夫
- プロデューサー - 尾留川宏之、佐伯博幸
- アニメーション制作 - AIC A.S.T.A.
- 製作 - ガンソードパートナーズ

## 主題歌

### オープニングテーマ
「GUN×SWORD」
作曲 - 中川幸太郎 / 編曲 - 中川幸太郎、鬼太鼓座 / 演奏 - 中川幸太郎 feat. 鬼太鼓座
2 - 25話。第26話ではEDテーマとして使用。映像は、未登場の主要キャラクターが流体状のシルエットで隠されており、劇中で登場した者は次回の放送から姿が明らかになっていった。また、死亡するなどして退場したキャラクターは基本的に次回から黒いシルエットになる。18話からは映像がリニューアルされ、キャラクターも一部入れ替えが行われた。
『アニメージュ』の企画「第28回アニメグランプリ」では「アニメソング部門」で第89位にランクインした。

### エンディングテーマ
「A Rising Tide」
作詞 - Damian Broomhood / 作曲・編曲 - 沖野俊太郎 / 歌 - Okino, Shuntaro
1 - 8、10、12 - 16、18 - 21、23、25話。
「Paradiso」
作詞・作曲・編曲 - 黒石ひとみ / 歌 - Hitomi
9、11話。26話では挿入歌として使用。
「S・O・S」
作詞 - 阿久悠 / 作曲 - 都倉俊一 / 編曲 - 中川幸太郎 / 歌 - カルメン（井上喜久子）、ウェンディ（桑島法子）、ユキコ（雪野五月）、プリシラ（千葉紗子）
17話。原曲はピンク・レディー「S・O・S」
「A Rising Tide (acoustic)」
作詞 - Damian Broomhood / 作曲・編曲 - 沖野俊太郎 / 歌 - Okino, Shuntaro
22話。
「Calling you」
作詞 - Damian Broomhood / 作曲・編曲 - 沖野俊太郎 / 歌 - Okino, Shuntaro
24話。25話では挿入歌として使用。

### 挿入歌
「虹の彼方」
作詞・作曲・編曲 - 酒井ミキオ / 歌 - ユキコ（雪野五月）
3話、19話、25話。
「La speranza」
作詞・作曲・編曲 - 黒石ひとみ / 歌 - Hitomi
16、25話。

## 各話リスト
| 話数      | サブタイトル             | 絵コンテ                  | 演出                                | 作画監督                                                            | 美術監督 | 放送日        |
| --------- | ------------------------ | ------------------------- | ----------------------------------- | ------------------------------------------------------------------- | -------- | ------------- |
| ep.I      | タキシードは風に舞う     | 谷口悟朗                  | 久城りおん                          | キャラ - 木村貴宏 メカ - まさひろ山根                               | 前田実   | 2005年 7月4日 |
| ep.II     | ファニーストリーム       | 谷口悟朗                  | 三好正人                            | キャラ - 永田正美 メカ - 西井正典                                   | 前田実   | 7月11日       |
| ep.III    | 勇者は再び               | 笹嶋啓一 谷口悟朗         | 久城りおん                          | キャラ - 植田洋一 メカ - まさひろ山根                               | 前田実   | 7月18日       |
| ep.IV     | そして、雨は降りゆく     | 久城りおん                | 斎藤久、三宅和男 久城りおん（協力） | 斎藤久                                                              | 前田実   | 7月25日       |
| ep.V      | ツインズ・ガード         | 須永司、谷口悟朗 玉川達文 | 北村真咲                            | 青山まさのり                                                        | 前田実   | 8月1日        |
| ep.VI     | ハートに火をつけて       | 須永司                    | 秋田谷典昭                          | 小林冬至生 永田正美                                                 | 前田実   | 8月8日        |
| ep.VII    | 復讐するは我にあり       | 須永司                    | 上坪亮樹 久城りおん                 | キャラ - 大貫健一 メカ - まさひろ山根                               | 前田実   | 8月15日       |
| ep.VIII   | その絆に用がある         | 大畑晃一 谷口悟朗         | 三好正人                            | キャラ - 牧野竜一 メカ - 鷲北恭太                                   | 前田実   | 8月22日       |
| ep.IX     | カルメン 故郷に帰る      | 林宏樹                    | 秋田谷典昭                          | 田畑壽之                                                            | 前田実   | 8月29日       |
| ep.X      | 海よ サンキュー          | 久城りおん                | 久城りおん                          | キャラ - 大坪幸麿 メカ - 西井正典                                   | 前田実   | 9月5日        |
| ep.XI     | さよならのありか         | 北村真咲 谷口悟朗         | 北村真咲                            | 斎藤久                                                              | 前田実   | 9月12日       |
| ep.XII    | 帰らざる日々…            | 須永司                    | 石倉賢一                            | をがわいちろを                                                      | 前田実   | 9月19日       |
| ep.XIII   | 夢の途中                 | 須永司                    | 久城りおん                          | キャラ - 木村貴宏 メカ - まさひろ山根                               | 前田実   | 9月26日       |
| ep.XIV    | スウィフト・ブラウニー   | 須永司                    | 西村大樹                            | キャラ - 永田正美 メカ - 青山まさのり                               | 根本邦明 | 10月3日       |
| ep.XV     | ネオ・オリジナル         | 須永司                    | 熊谷雅晃                            | キャラ - 大貫健一 メカ - 鷲北恭太                                   | 赤堀千仁 | 10月10日      |
| ep.XVI    | 輝くは電流火花           | 須永司                    | 久城りおん                          | キャラ - 大坪幸麿 メカ - 西井正典                                   | 赤堀千仁 | 10月17日      |
| ep.XVII   | 座標Xを追え              | 北村真咲 谷口悟朗         | 北村真咲                            | 中谷誠一 木村貴宏                                                   | 佐藤勝   | 10月24日      |
| ep.XVIII  | 祈るはサウダーデ         | 須永司 三好正人           | 三好正人                            | 津熊健徳                                                            | 佐藤勝   | 10月31日      |
| ep.XIX    | 素懐の果て               | 須永司                    | 加藤顕                              | キャラ - 斎藤久 メカ - 西山忍 メカ - まさひろ山根 メカ - 牟田口裕基 | 佐藤勝   | 11月7日       |
| ep.XX     | ワンダフル・ユニバース   | 谷口悟朗 ユキヒロマツシタ | まつもとよしひさ 三宅和男           | 川口弘明 木村貴宏                                                   | 佐藤勝   | 11月14日      |
| ep.XXI    | 空に願いを 地には平和を  | 須永司                    | 古川順康                            | キャラ - 松原豊 メカ - 大塚健 メカ - アリサワヒロシ                 | 佐藤勝   | 11月21日      |
| ep.XXII   | 誰がために               | 須永司                    | 秋田谷典昭                          | キャラ - 田畑壽之 メカ - 鷲北恭太                                   | 佐藤勝   | 11月28日      |
| ep.XXIII  | みんなのうた             | 須永司                    | 北村真咲                            | キャラ - 佐藤道雄 メカ - 永田正美                                   | 佐藤勝   | 12月5日       |
| ep.XXIV   | 夢の終わり               | 須永司                    | 三好正人                            | キャラ - 大貫健一 メカ - 吉田徹                                     | 佐藤勝   | 12月12日      |
| ep.XXV    | バカがヨロイでやってくる | 久城りおん                | 久城りおん                          | キャラ - 大坪幸麿 メカ - 西井正典                                   | 佐藤勝   | 12月19日      |
| the final | タキシードは明日に舞う   | 谷口悟朗                  | 久城りおん                          | キャラ - 木村貴宏 メカ - まさひろ山根                               | 佐藤勝   | 12月26日      |

## ガン×ソードさん
アニメ本編DVDの映像特典として収録されている、自称「ミニバカドラマ」。ウェンディやカメオ、ヴァンなど、本編の登場人物が簡素的なポリゴンとレンダリングを用いた3DのCG処理によってハンドマペット風にアレンジされており（ところどころ平面）、エキセントリックな掛け合いがエキセントリックな設定の下に繰り広げられる。

## チャンピオン版の漫画における主要キャラクターの立ち位置
アニメ版と共通する登場人物は、ヴァンとウェンディ、カメオ、それに（ジェネシック・）ダンのみである。
ヴァン
人間の三大欲求、特に食欲に従順な生き物、天上天下唯我独尊。彼が行くところ、さまざまなトラブルにより新たな通り名が生まれるが、共通の通り名として「ガンソードのヴァン」と呼ばれている。
アニメ版の最終話にて死亡が確認された黒ずくめの男は、このヴァンではないかといわれている。
ウェンディ
"赤いカメ" 共同募金に属する一級指導員。募金活動をしつつ、ヴァンを更生させるべくさまざまな行動に出る。また、同共同募金自体が共産主義システムで成立していることから、共産主義者としての側面をもつ。普段は巨大カメのカメオと共に行動する。
カメオ
二足歩行ができる巨大カメ。背中に乗ることも可能。立ち上がった際はボクシンググローブを装着しており、ヴァンや、ヴァンを改造しようとした研究者を殴り飛ばしたことも。
ジェネシック・ダン
"赤いカメ" 共同募金のトップに君臨する巨大な男。外見はアニメでヴァンが搭乗するダンにそっくり。募金はすべて自らの欲望のために使っていたため、最終話でそのことを知った募金構成員の欲望を吸い取って巨大化したヴァンに真っ二つにされる。

### チャンピオン版の漫画に登場する独自キャラクター
マユ
第1話のみ登場。行き倒れていたヴァンを助けた少女。犬を連れており、その犬はヴァンと「一度だけ命がヤバい時は助けてやる」という約束をする。その後、牙猫に襲われるが、犬との約束を果たそうとするヴァンによって救われる。
牙猫（がびょう）
少女達をネコのコスプレにしてはべらせていた男。マユと彼女の犬を襲ったことが原因で、結果的にヴァンに倒される。
ジャイアント゠アンガス
市長に立候補した男。声を武装化する能力で、対立候補を倒していた。しかしヴァンの安眠を邪魔したため、彼に撃破される。
雷電長者（らいでんちょうじゃ）
ウェンディの "赤いカメ" 共同募金に大金を寄付する。だが弁蔵に対して地上げをするなどあくどいこともする。金の力で武装化するが、弁当に釣られたヴァンによって倒される。
弁蔵（べんぞう）
弁当屋のおじいさん。雷電長者に抵抗する。
ヒロミ
愛の密猟者。美形で少女達を囲ってハーレム（オナミッド）を形成していた。78人の女性が融合したヨロイを使うが、ヴァンに倒されブサイクとなってしまう。
アスマ
キャシィの元婚約者。ヒロミからキャシィを取り返すべく、ウェンディと共にヒロミの元へ向かった。眼鏡。
キャシィ
アスマの元婚約者。
ポウチーニファミリー・毒毒一家
西のポルチーニファミリー、東の毒毒一家で抗争を繰り返していた。西側がヴァンを雇ったが、ヴァンは敵味方区別なく暴れまわったため両方とも壊滅する。
ジェネラル佐藤
カジノの経営者。ヴァンとのギャンブルで、彼をボディーガードにしようと企む。ヴァンに対してイカサマを仕掛け、彼を追い詰めるが、ヴァンの卑劣な攻撃により殺害される。

## ゲーム関連における『ガン×ソード』
スーパーロボット大戦シリーズ
いずれも発売元はバンダイナムコゲームス（現・バンダイナムコエンターテインメント） / バンプレストレーベル。
スーパーロボット大戦K（ニンテンドーDS）
テレビアニメ版のキャラクターおよびロボット（ヨロイ）が出演。作品内では地球、もう一つの地球、ダリウス界の3つの世界を渡り歩くが、どの世界でもダン・オブ・サーズデイは飛来してくる（どのような理屈かは説明されなかった）。
『蒼穹のファフナー』の小楯衛とエルドラチームは会話で絡み、戦闘でも援護すると特殊会話が発生する。
船乗りのカイジは敵として登場しておらず、条件を満たすと生存する『蒼穹のファフナー』のキャラクターを海で救助した設定となっている。
また、声優が同じ保志総一朗であるミハエルと『機動戦士ガンダムSEED DESTINY』のキラ・ヤマトの間では戦闘シーンで特殊な会話が入ったりとよく絡む。
一定の条件を満たすとカギ爪を打倒した後にミハエルとファサリナが自軍に加入する。
スパロボ学園（ニンテンドーDS）
ゲーム内に登場する戦闘シミュレーター「スパロボバトル」にキャラクターと機体のみが登場。
スーパーロボット大戦T（PlayStation 4・Nintendo Switch）
2019年発売。音声付きでシリーズ初登場。
スーパーロボット大戦30（PlayStation 4・Nintendo Switch・Steam）
2021年発売。概ね前作である『T』と同様の仕様。惑星エンドレス・イリュージョンの設定は火星に置き換えられている。
スーパーロボット大戦X-Ω（iOS / Android）
2019年5月の期間限定参戦。
2020年6月には再び期間限定参戦し、監督が同じ谷口悟朗である『スクライド』と共演した。

## パチスロ
2015年6月に高砂電器産業（後のコナミアミューズメント）よりリリースされ、ホールにて稼動開始。
既存のサントラや楽曲に加え、Thousand Artsによる以下のオリジナル楽曲が採用されている。
- Over flow
- Revenge（vsウー）
- ココニイルヨ（vsカロッサ・メリッサ）
- 禁断の果実（vsファサリナ）
- 惑星(ホシ)（vsミハエル）
- 終焉（vsカギ爪の男）
- アネモネ（プリシラの選択曲）
- エルドラソウル（エルドラチームの選択曲）
- 旅の果て（レイの選択曲）

## 評価
『アニメージュ』の企画「第28回アニメグランプリ」では「グランプリ作品部門」で第47位にランクインした。